# Roberto Haller
Roberto Haller, hrvatski pijanist i skladatelj 

## Životopis
Roberto Haller (Rijeka, 7. srpnja 1965. — Rijeka, 28. veljače 2020.) završio je Glazbenu školu glasovira "Ivan Matetić-Ronjgov" u Rijeci u klasi prof. Nine Kovačić te je diplomirao kao pijanist na Državnom glazbenom konzervatoriju "Giuseppe Tartini" u Trstu u klasi prof. Lorenza Baldinija. Usavršavao se na majstorskim tečajevima glasovira u Italiji kod prof. Petrushanskog. Čembalo je usavršavao kod poznatog britanskog čembalista i dirigenta prof. Laurencea Cummingsa u sklopu "Aestas musica" u Varaždinu. Kompoziciju je učio privatno kod skladatelja prof. Josipa Kaplana.
Nastupa kao solist na glasoviru, u Riječkom klavirskom duu s pijanisticom Ninom Kovačić, u Duu Haller (uz suprugu Ingrid Haller, sopran), kao čembalist u ansamblu za staru glazbu "Collegium musicum Fluminense" i Riječkom komornom orkestru, kao orguljaš u vokalno-instrumentalnom kvartetu "Vox caelestis" za koji i sklada nova djela, u Trio da chiesa (sopran-flauta-orgulje), kao korepetitor brojnim pjevačima i instrumentalistima i kao vjerni pratilac-orguljaš mnogih amaterskih zborova riječke regije, nastupajući širom Hrvatske i u inozemstvu (Italija, Vatikan, Mađarska, Slovenija, Austrija, Njemačka). Često je surađivao s Riječkim oratorijskim zborom.
Dobitnik je brojnih nagrada i priznanja od kojih izdvajamo 1. nagradu za glasovir na natjecanju "Istria nobilissima" 1989. i tri prve nagrade za kompoziciju: "Allegro appassionato" za 2 glasovira 1995., "Fantazija za glasovir i gudače" 1999. i "Messa a tre voci, orchestra ed organo" 2008.
Snimio je 5 nosača zvuka s ansamblima u kojima djeluje, a na njima je zabilježio i vlastita djela. Njegove komorne i duhovne skladbe su se također u više navrata praizvele na koncertima u sklopu Zajčevih dana, Dana sv. Vida i Matetićevih dana u Rijeci.
Dugi niz godina bavio se pedagoškim radom predajući glasovir u "Centro studi di musica classica – Luigi Dallapiccola» pri Zajednici Talijana u Rijeci, a desetak godina je djelovao kao korepetitor Opere i potom zborovođa u HNK Ivana pl. Zajca u Rijeci. Vodio je mješoviti pjevački zbor Fratellanza i zbor mladih Schola Cantorum iz Rijeke.
Bio je umjetnički voditelj "Glazbene agencije Haller" koju je vodio sa suprugom Ingrid.

## Djela
- Momento musicale - 1994.
- Allegro appassionato za 2 klavira - 1995.
- Fantazija za klavir i gudače - 1999.
- Introitus za orgulje - 2002.
- Messa a tre voci soliste e organo - 2002.
- Misa za tri glasa, orkestar i orgulje - 2003.
- Gloria za soliste, zbor i orkestar - 2004.
- Tri pjesme za sopran i klavir - Ne mogu, Kamen pjesnika i Biti - 2006.
- Jutarnji vapaj progonjena pravednika - Psalam br. 3 za tri glasa i orgulje - 2006.
- Pater noster (za sopran i orgulje) - 2006.

## Poveznice
- Hrvatski skladatelji klasične i folklorne glazbe